# Toby Wilkins
Toby Wilkins (Maldon, 27 maggio 1972) è un regista britannico.
Famoso soprattutto per aver diretto Splinter e il terzo capitolo del franchise horror The Grudge.

## Filmografia
- Staring at the Sun, (2005) - cortometraggio
- Tales from the Grudge, (2006) - webserie
- Kidney Thieves, (2006) - cortometraggio
- Devil's Trade, (2007) - webserie
- Splinter, (2008)
- The Grudge 3, (2009)